# Caspar Cruciger, o Jovem
```
Caspar Cruciger, o Jovem
[
1
]
 (
Wittenberg
, 
19 de março
 de 
1525
 
—
 
Kassel
, 
16 de abril
 de 
1597
) foi um teólogo luterano alemão. Era filho de 
Caspar Cruciger, o Velho
 e foi sucessor de 
Philipp Melanchthon
 na 
Universidade de Wittenberg
 e também reitor dessa universidade. Envolveu-se na questão dos Filipistas e por isso, foi preso e banido da Saxônia, em 1576.
```

## Publicações
- “Epistola ad Dantiscanos De exorcismo” 1572
- „Fortgesetzte Sammlung von alten und neuen theologischen Sachen“ 1746 Leipzig
- „Endlicher Bericht“ gegen die Flacianer